# 천전위
천전위(陳振宇, Chen Jenn-yeu(진진우, 첸 젠 유), 1955년 3월 2일 ~ )는 자유중화민국 타이완에서 대학 교수 겸 언어심리철학자 활동을 한 외교관이다.